# August Egger
August Egger (Waldkirch, 27 juni 1875 - Zürich, 16 december 1954) was een Zwitsers jurist en hoogleraar.

## Biografie
August Egger werd in het kanton Sankt Gallen geboren als zoon van een handelaar. In 1915 huwde hij met Sophie Looser, die kunstschilderes was.
Egger studeerde rechten in München, Leipzig, Berlijn en Bern en behaalde een doctoraat in 1900. Hij was een leerling van de bekende rechtsgeleerden Eugen Huber en Otto von Gierke. In 1903 doceerde hij in Berlijn. Van 1904 tot 1944 was hij vervolgens hoogleraar privaatrecht aan de Universiteit van Zürich, waarvan hij tussen 1912 en 1914 rector was.
Tussen 1905 en 1923 was hij bovendien plaatsvervangend rechter en lid van het Kassationsgericht van het kanton Zürich. Bovendien was hij auteur van meerdere belangrijke werken over het Zwitsers Burgerlijk Wetboek (Kommentar zum schweizerischen Zivilgesetzbuch), in het bijzonder over het personen- en familierecht.
Hij gold als een voorstander van Zwitsers lidmaatschap van de Volkenbond. De archieven van Egger bevinden zich in de Centrale Bibliotheek van Zürich (Zentralbibliothek Zürich).

## Werken
- (de)  Kommentar zum schweizerischen Zivilgesetzbuch, 1911.
- (de)  Über die Rechtsethik des Schweizerischen ZGB, 1939.